# Бородки (Могилёвская область)
Боро́дки (бел. Баро́дкі) — деревня в составе Радомльского сельсовета Чаусского района Могилёвской области Республики Беларусь.

## Население
- 2010 год — 7 человек